# Pseudophryne occidentalis
The Orange-crowned Toadlet hoặc Pseudophryne occidentalis (tên tiếng Anh: Western Toadlet) là một loài ếch thuộc họ Myobatrachidae.
Đây là loài đặc hữu của Úc.
Môi trường sống tự nhiên của chúng là vùng cây bụi ôn đới, thảm cây bụi kiểu Địa Trung Hải, sông có nước theo mùa, hồ nước ngọt có nước theo mùa, đầm nước ngọt, đầm nước ngọt có nước theo mùa, và vùng nhiều đá.